# Аделаид Еймс
Аделаид Еймс е американска астрономка и научна асистентка в Харвардския университет, известна с приносите си в галактичната и извънгалактичната астрономия. Съавторка на Обзора на външните галактики по-ярки от тринадесета звездна величина, труд, който става известен под името Каталог на Шапли-Еймс. Еймс членува в Американското астрономическо общество. Тя е съвременничка и най-близка приятелка в Харвардската обсерватория на Сесилия Пейн-Гапошкин.
Умира при инцидент с лодка през 1932 година, същата година, в която се публикува и каталогът на Шапли-Еймс. Погребана е в Арлингтън.

## Биография
Аделаида Еймс е дъщеря на Т. Л. Еймс, който служи като полковник в армията на САЩ. През 1922 г. започва висшето си образование във Васар колидж. По-късно започва магистратура в Радклиф колидж, в създадения курс по астрономия. Завършва курса през 1924 г., с което става първата жена с магистратура по астрономия в Радклиф. Първоначално възнамерява да стане журналист, но не намира работа в тази област и приема позиция като научен сътрудник в Обсерваторията на Харвардския колеж – длъжност, на която остава до смъртта си. Работата ѝ е съсредоточена върху каталогизирането на галактиките в галактичните купове в Косите на Вероника и Дева. През 1931 г. завършва каталог, който включва около 2800 извънгалактични обекта. С тази работа си спечелва членство в Международния астрономически съюз, комисия 28: „Мъглявини и звездни купове“.
На 26 юни 1932 г., докато е на ваканция край Скуом Лейк, се качва на кану, което се преобръща. Предполага се, че се е удавила. Тялото ѝ е открито десет дена по-късно, на 5 юли 1932 г.

## Работа в Харвард
През 1921 г., Харлоу Шапли става директор на обсерваторията и скоро след това наема Еймс за асистент. Първите ѝ трудове са свързани с идентифициране на обекти от NGC и IC. През 1926 г. тя и Шапли публикуват няколко статии за формите, цветовете, и диаметрите на 103 галактики от NGC. През 1930 г. тя публикува Каталог от 2778 мъглявини, включително купа Коси на Вероника-Дева, в който са идентифицирани 214 обекта от NGC и 342 обекта от IC в купа в Дева.

### Каталог на Шапли-Еймс
В Харвардската обсерватория, тя работи в Шапли по каталог на галактиките, по-ярки от 13-а звездна величина. Нейни наблюдения на около 1250 галактики показват, че разпределението на галактиките не е изотропно от двете страни на галактичната равнина. Това наблюдение довежда до по-късното откриване на местната група от други астрономи.